# مرتفعات جنتنغ
مرتفعات جنتنغ (بالإنجليزية: Genting Highlands)‏، هو منتجع سياحي على تل في ماليزيا، انشئتها مجموعة جنتنغ. منتجع التل يبلغ متوسط ارتفاع قدرة 1740 متر (5710 قدم) في جبال Titiwangsa على الحدود بين ولايات فهغ وسلاغور في ماليزيا. يدار المنتجع من قبل شركة (Genting Malaysia Berhad) والتي تدير أيضا سلسله منتجعات وفنادق (Awana).يمكن الوصول إليها بالسيارة من كوالا لمبور في ساعة واحدة، أو أيضا الوصول إليها عن طريق التلفريك جنتنغ (3.38 كيلو متر (2.10 ميل)  والتي كانت تعتبر في وقت ما اسرع وأطول تليفرك بمنطقة جنوب شرق اسيا.